# Диттанова, Айше
Айше́ Дитта́нова (крымскотат. Ayşe Dittanova, Айше Диттанова, 27 февраля 1918, Дерекой, РСФСР — 15 ноября 2015, Нью-Йорк, США) — крымскотатарская актриса, инициатор возрождения Крымскотатарского драматического театра, Заслуженный артист Украины (1993).

## Биография
Айше Диттанова родилась в небольшом селе Дерекой, близ Ялты, которое сегодня является одним из районов города. В 1933 году окончила Симферопольский театральный техникум, после чего начала работать в труппе Крымского драматического театра. Одной из самых значительных ролей стала работа в спектакле «Бахчисарайский фонтан».
Во время депортации крымских татар попала в Таджикистан, где в 1946 году снова вышла на профессиональную театральную сцену. Из-за политики СССР Диттанова, как впрочем и другие актёры крымскотатарского происхождения, не могла заниматься национальным искусством.
В Крым Айше-ханум вернулась в 1988 году, сразу взявшись за работу по восстановлению крымскотатарского театра, где и проработала с 1990 по 1996 год, получив за значительный вклад в развитие культуры почетное звание «Заслуженный артист Украины».
С 1996 года и вплоть до самой смерти проживала в Нью-Йорке, однако неоднократно наведывалась в Крым. В 2014 году выступала на торжественной церемонии, посвящённой 70-летию депортации крымских татар, которая состоялась в штаб-квартире ООН. Умерла 15 ноября 2015 года.

## Отличия и награды
- Заслуженный артист Украины (1993)[6]